# Континентальная философия

Континентальная Европа

Континентальная философия — термин, используемый для определения одной из двух главных «традиций» современной европейской философии. Такое название используется, чтобы отличить эту традицию от англо-американской, или аналитической, философии, потому что в то время, когда различие было впервые отмечено (в середине двадцатого столетия), континентальная философия была доминирующим стилем философии в континентальной Европе, в то время как аналитическая философия была преобладающим стилем в англоговорящем мире.

## Философские направления
Континентальная философия включает следующие направления:
- немецкий идеализм, романтизм и его последователи (Фихте, Шеллинг, Гегель, Шлегель и Новалис; Шлейермахер и Шопенгауэр);
- критика метафизики и «мастера подозрения» (Фейербах, Маркс, Ницше, Фрейд, Бергсон);
- немецкие феноменология (Гуссерль, Шелер) и экзистенциализм (Ясперс, Хайдеггер);
- французские феноменология, гегельянство и антигегельянство (Кожев, Сартр, Мерло-Понти, Левинас, Батай, Симона де Бовуар);
- герменевтика (Дильтей, Гадамер, Рикёр);
- западный марксизм и Франкфуртская школа;
- французские структурализм (Леви-Стросс, Лакан, Альтюссер), постструктурализм (Фуко, Деррида, Делёз), постмодернизм (Лиотар, Бодрийяр) и феминизм (Иригарей, Кристева)[1].

Философы Европы

К направлениям континентальной философии можно также отнести следующие:
- философия языка;
- философия техники;
- социальная философия;
- философия истории;

К континентальной философии часто относят большинство ветвей современного марксизма. Однако сами марксисты часто критикуют остальные современные течения континентальной философии за их правую политическую позицию и отделяют себя от них. Объединяет континентальную философию и марксистскую политическую экономию критическая теория. Также существует аналитический марксизм, который относит себя к аналитической традиции. В современной англоязычной философии сознания (принадлежащей, в первую очередь, к аналитической традиции) также формируется направление, условно называемое исследователями «аналитическим гегельянством». Аналитическое гегельянство представляет собой попытку синтеза идей Г. В. Ф. Гегеля, некоторых представителей советской философии и психологии (Э. В. Ильенков, Л. С. Выготский) и позднего Витгенштейна с аналитическим подходом к философии сознания. Наиболее известные представители данного направления — Д. Бэкхерст, Дж. Макдауэлл, Р. Брэндом.
Континентальная философия берёт начало в критических работах Канта 1780-х годов.